# Wkrętak zegarmistrzowski

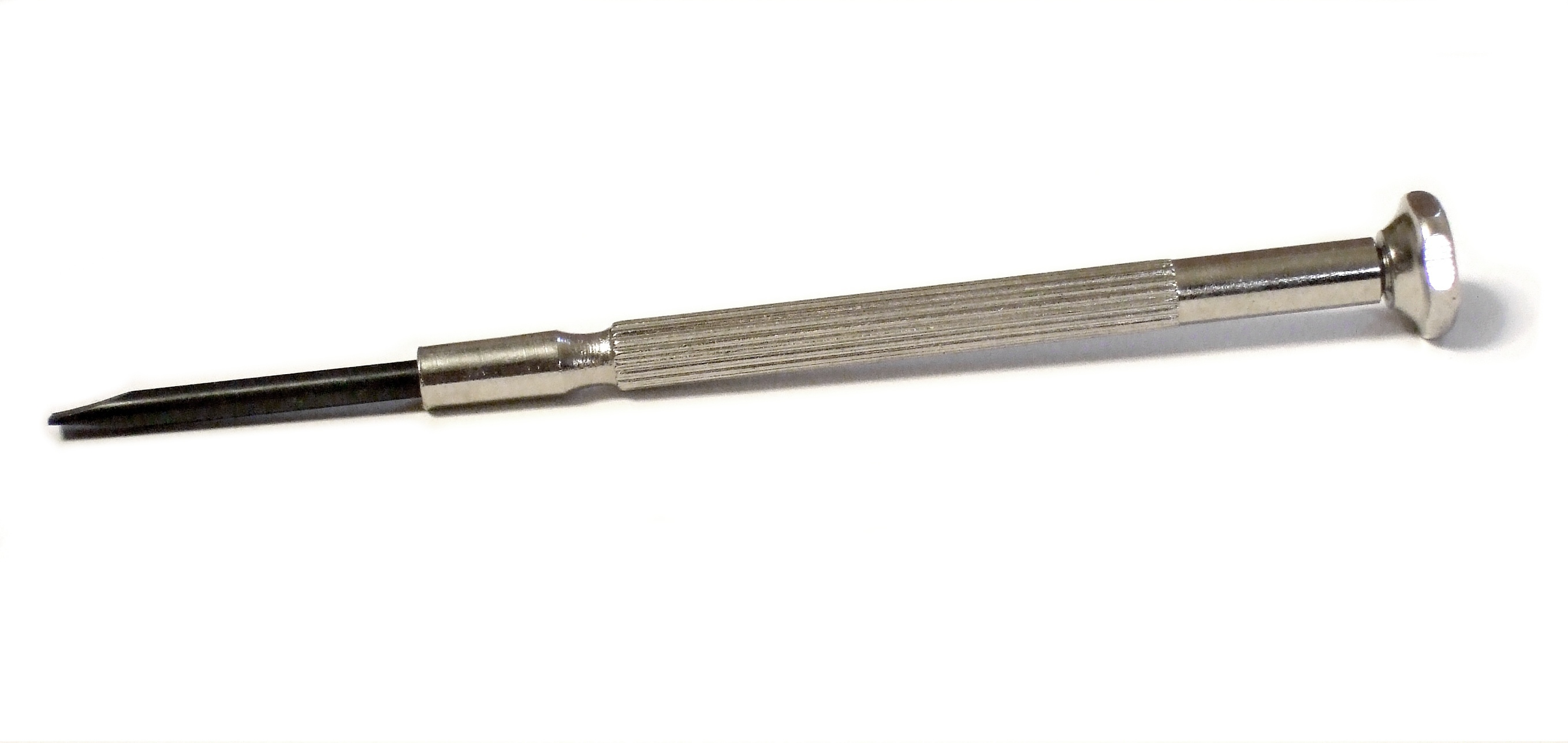
Wkrętak zegarmistrzowski

Wkrętak zegarmistrzowski (jubilerski) – odmiana wkrętaka służąca do prac precyzyjnych z małymi mechanizmami. Powszechnie stosowane jako ręczne narzędzie służące do wkręcania i wykręcania wkrętów w zegarkach, zegarach i innych drobnych mechanizmach.
Wkrętak składa się ze spłaszczonej końcówki współpracującej z wkrętem, rękojeści i obrotowego kołnierza na końcu rękojeści. Końcówka wykonana jest ze stali, rękojeść z aluminium lub mosiądzu, obrotowy kołnierz jest metalowy lub z tworzywa sztucznego.
Szerokość końcówki najmniejszych wkrętaków do zegarków wynosi około 0,8 mm
W czasie pracy duże wkrętaki (do zegarów) trzyma się opierając obrotowy kołnierz o wnętrze dłoni, a rękojeść obraca się kciukiem i palcem wskazującym.
Małe wkrętaki (do zegarków) obraca się kciukiem i palcem środkowym, a kołnierz podpiera się palcem wskazującym.

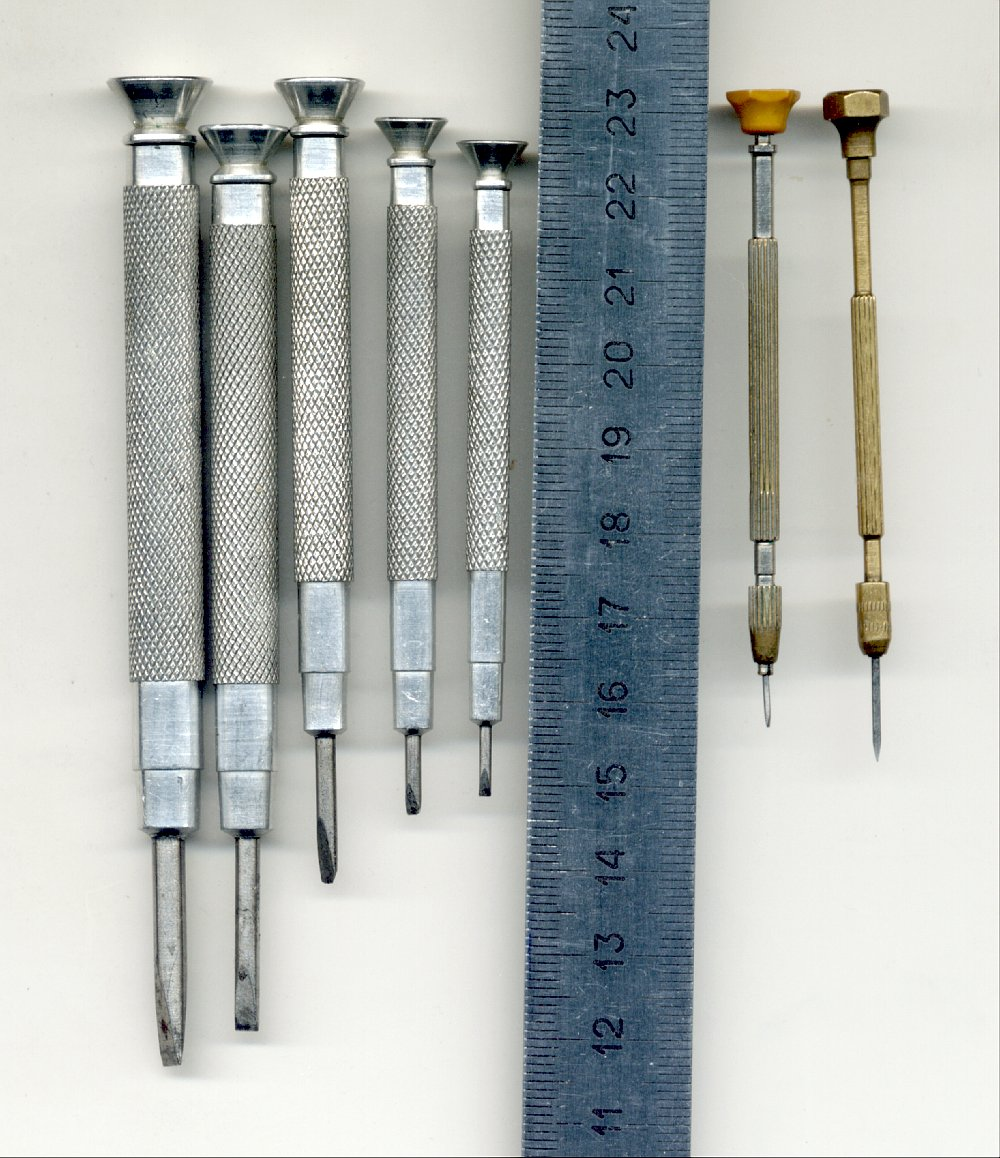
Wkrętaki zegarmistrzowskie. Po lewej do zegarów, po prawej do zegarków
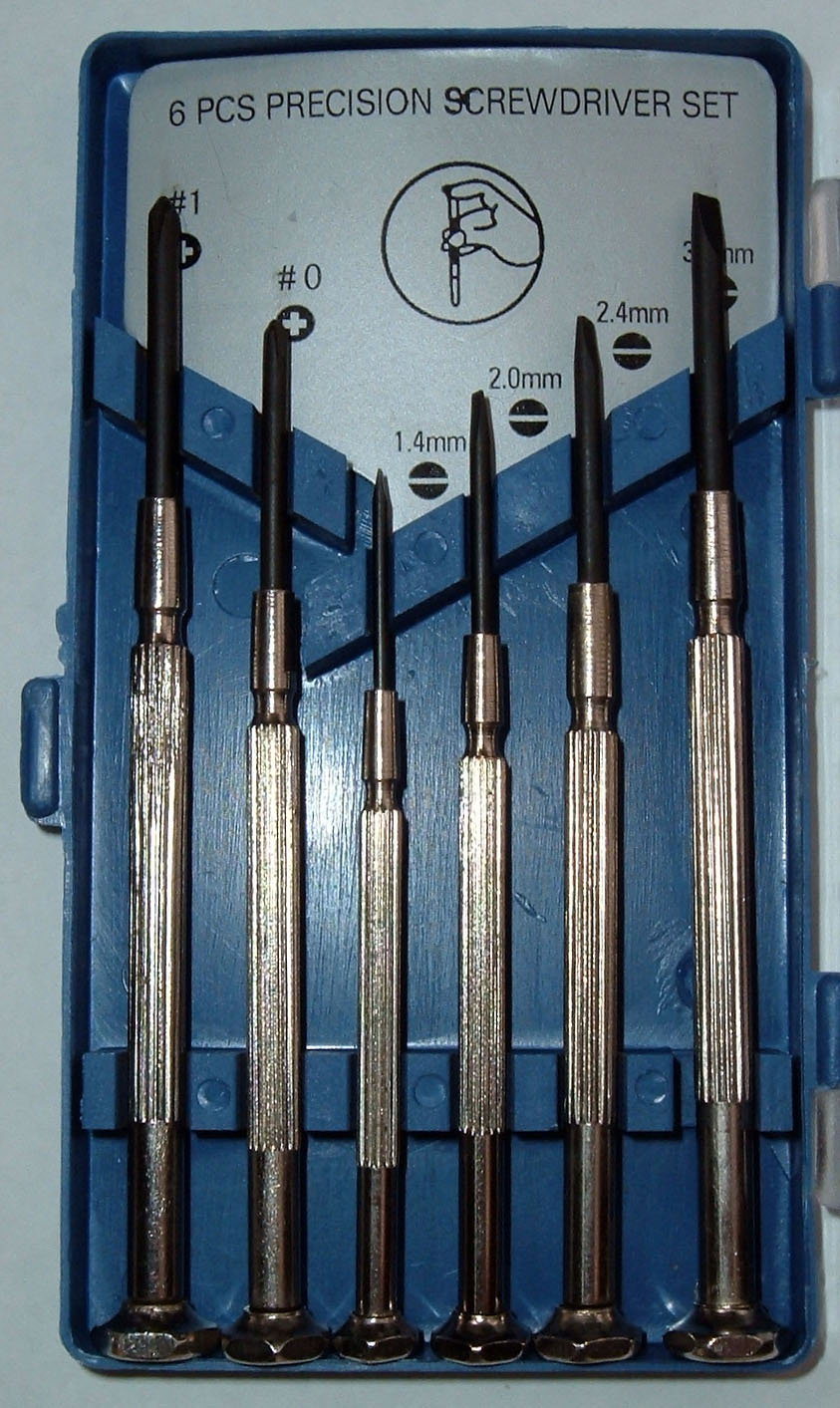
Zestaw wkrętaków zegarmistrzowskich